# Městiště
Městiště je malá vesnice, část městyse Dešenice v okrese Klatovy v Plzeňském kraji. Nachází se při potoce Jelenka asi 5,5 kilometru jihovýchodně od Dešenic. Je zde evidováno 9 adres. V roce 2011 zde trvale žilo pět obyvatel.
Městiště leží v katastrálním území Městiště u Děpoltic o rozloze 3,6 km².

## Historie
První písemná zmínka o vesnici pochází z roku 1554.

## Obyvatelstvo
| Rok            | 1869 | 1880 | 1890 | 1900 | 1910 | 1921 | 1930 | 1950 | 1961 | 1970 | 1980 | 1991 | 2001 | 2011 | 2021 |
| -------------- | ---- | ---- | ---- | ---- | ---- | ---- | ---- | ---- | ---- | ---- | ---- | ---- | ---- | ---- | ---- |
| Počet obyvatel | 126  | 141  | 115  | 119  | 137  | 114  | 103  | 0    | 12   | 14   | 8    | 3    | 0    | 5    | 9    |
| Počet domů     | 20   | 20   | 20   | 17   | 17   | 16   | 16   | 16   | 16   | 3    | 3    | 4    | 4    | 7    | 8    |

## Obecní správa
Při sčítání lidu v letech 1850–1899 Městiště bylo osadou obce Děpoltice v okrese Klatovy. V letech 1900–1949 bylo osadou obce Datelov v okrese Klatovy. V letech 1950–1975 bylo znovu osadou obce Děpoltice v okrese Klatovy. Od 1. ledna 1976 je částí městyse Dešenice v okrese Klatovy.

## Pamětihodnosti
- Hamr čp. 5 (kulturní památka ČR)
- Přírodní rezervace Městišťské rokle

## Galerie

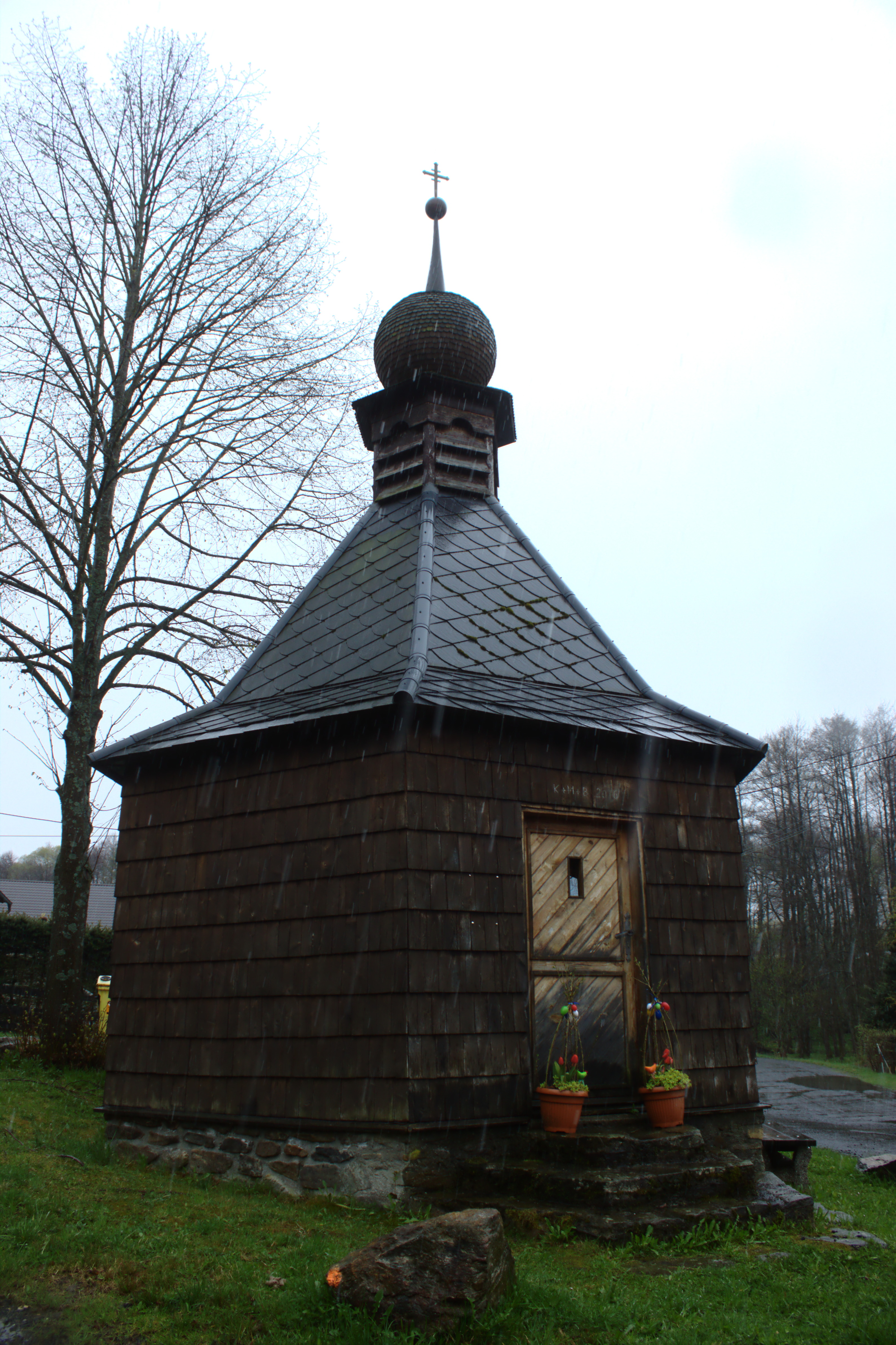
Kaplička
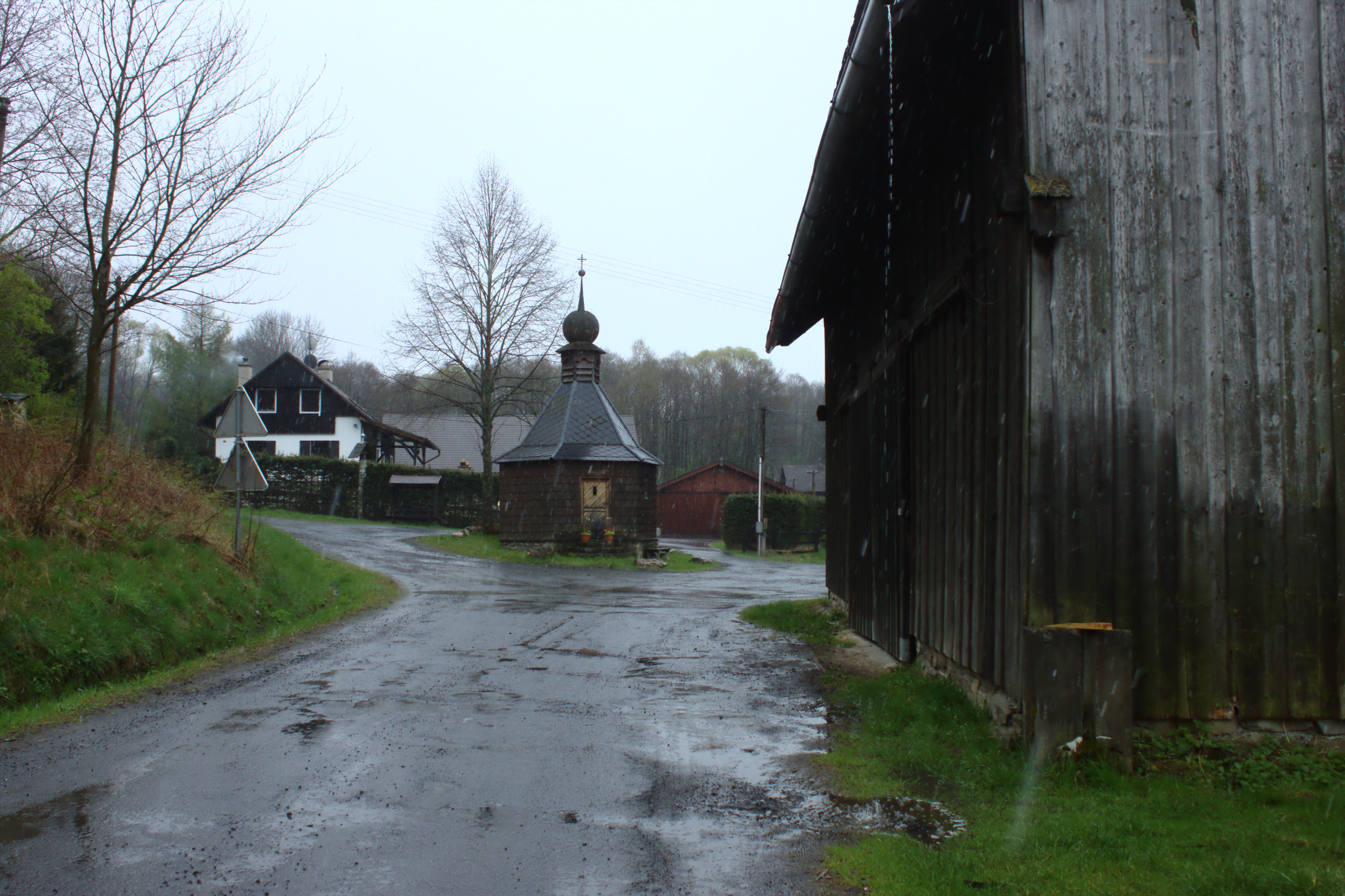
Náves s kapličkou v pozadí